# حمله به کورسک (۲۰۲۴–۲۰۲۵)
در ۶ اوت ۲۰۲۴، در جریان جنگ روسیه و اوکراین، نیروهای مسلح اوکراین به استان کورسک روسیه حمله کردند و با نیروهای مسلح روسیه و گارد مرزی روسیه درگیر شدند. به گفته روسیه، حداقل ۱۰۰۰ سرباز در روز نخست با پشتیبانی تانک‌ها و خودروهای زرهی از مرز عبور کردند. وضعیت اضطراری در استان کورسک اعلام شد و نیروهای ذخیره روسیه به سرعت به منطقه منتقل شدند. در ۱۰ اوت، مقامات روسیه، انجام طرح «عملیات ضد تروریستی» را در استان‌های کورسک، بلگورود و بریانسک اعلام کردند. در پایان هفته نخست، ارتش اوکراین اعلام کرد که ۱۰۰۰ کیلومتر مربع از خاک روسیه را تصرف کرده، در حالی که مقامات روسیه اذعان کردند که اوکراین ۲۸ شهرک را تصرف کرده است. اوکراین در ۱۵ اوت ۲۰۲۴، یک اداره نظامی در قلمرو تحت کنترل خود در خاک روسیه ایجاد کرد.
از زمان آغاز حمله روسیه به اوکراین در سال ۲۰۲۲، چندین حمله کوچکتر به روسیه توسط نیروهای طرفدار اوکراین صورت گرفته بود. اوکراین از این حملات زمینی حمایت کرده بود، اما دخالت مستقیم را رد می‌کرد. حمله به کورسک، هم روسیه و هم متحدان اوکراین را غافلگیر کرد. این مهم‌ترین حمله در سراسر مرز از زمان حمله ۲۰۲۲ و نخستین حمله‌ای است که عمدتاً توسط نیروهای منظم اوکراینی انجام شده است.